# Chungung-dong
Chungung-dong (koreanska: 춘궁동) är en stadsdel i staden Hanam i provinsen Gyeonggi i den norra delen av
Sydkorea, 20 km öster om huvudstaden Seoul.